# 平野恵里子
平野 恵里子（ひらの えりこ、1992年4月26日 - ）は、日本の女子ラグビーユニオン選手。アザレア・セブンに所属する。

## プロフィール
- 岩手県大槌町出身[1]。
- 身長 164cm、体重 61kg
- 15人制女子日本代表に選ばれたことがある[2]。
- ポジションはウィング(WTB)。
- ニックネームはえりぴー、えっこ。

## 来歴
小学1年生からラグビーを始めた。
2011年、釜石高校卒業後、日本体育大学に入る。
2014年、世界大学選手権の女子セブンズ学生日本代表に選出された。
2015年、日本体育大学卒業後、YOKOHAMA TKMに加入。
2017年、女子ラグビーワールドカップ2017の15人制女子日本代表に選ばれた。
2020年、セビージャに加入。
2021年、アザレア・セブンに加入。